# Grandemar
Grandemar este o companie specializată în extracția pietrei pentru construcții din Cluj-Napoca.
Compania Grandemar are sediul administrativ în Cluj-Napoca, iar activitatea de producție se desfășoară în trei cariere mari din județul Cluj (Poieni, Bologa și Morlaca), două cariere de mică întindere și capacitate (Valea Lungii și Bologa-Hent) și cariera Moigrad din județul Sălaj.
Printre produsele companiei se numără: nisip de concasaj, cribluri asfaltice și piatră brută.
Printre clienții companiei clujene se află Bechtel, Antrepriza Reparații și Lucrări Cluj, Build Corp Iași, Complex Service Zalău, D.G.A.D.P. Zalău, Drum Construct S.R.L., Drumuri Orășenesti Oradea, R.A.D.P Cluj, Ruttrans, Tirrena Scavi S.p.A Italia, sucursala Cluj.
Compania Grandemar a fost înființată în anul 1991 prin reorganizarea fostei întreprinderi de stat I.P.I.C.-C.F. Cluj, cu principal domeniu de activitate extracția, producerea și comercializarea agregatelor de carieră.
Principalul acționar al companiei este Bloem International BV din Olanda, care deține 50,8% din acțiuni, grupul Bloem fiind o afacere a unei familii olandeze care mai cuprinde companii din domeniul utilajelor, echipamentelor și transportului.
Firma austriacă de construcții Strabag Egipto deține circa 41,2% din acțiunile Grandemar.
Cifra de afaceri în 2008: 22 milioane euro